# San Lorenzo ai Monti
San Lorenzo ai Monti ou Igreja de São Lourenço em Monti, conhecida ainda como San Lorenzo de Ascesa ou San Lorenzolo por causa de seu tamanho diminuto, era uma igreja de Roma, Itália, localizada no rione Monti, no antigo Clivo Argentário, e demolida em 1933. Era dedicada a São Lourenço de Roma e abrigava uma urna de prata com um pouco de suas cinzas.
Em uma bula do papa Inocêncio III (1199), a igreja é citada como dependente de Santi Sergio e Bacco al Foro Romano, e o papa Sisto V lhe designou a renda da demolida igreja de San Nicolò de Macello. Em 1704, a igreja foi entregue para a congregação "Pios Operários" (Pii Operai), que se mudaram dali em 1732 quando assumiram San Giuseppe alla Lungara. 
Foi demolida em 1933 para abrir caminho para a nova via dei Fori Imperiali e a escavação do Fórum de Augusto.